# Punta Colorada Airstrip
Punta Colorada Airstrip är en flygplats i Mexiko.   Den ligger i kommunen Los Cabos och delstaten Baja California Sur, i den västra delen av landet, 1 200 km väster om huvudstaden Mexico City. Punta Colorada Airstrip ligger 14 meter över havet.
Terrängen runt Punta Colorada Airstrip är platt. Havet är nära Punta Colorada Airstrip åt nordost.  Närmaste större samhälle är El Campamento, 14,8 km väster om Punta Colorada Airstrip. 